# The Bedlam in Goliath
The Bedlam in Goliath je čtvrté studiové album americké rockové skupiny The Mars Volta, vydané v lednu 2008 u vydavatelství Gold Standard Laboratories a Universal Motown Records. Nahrávání probíhalo v letech 2006–2007 ve studiu Ocean Way Recording a v soukromém studiu Omara Rodrígueze-Lópeze, který je rovněž producentem alba.

## Seznam skladeb
Veškerou hudbu složil Omar Rodríguez-López a texty napsal Cedric Bixler-Zavala.
| Pořadí | Název          | Délka |
| ------ | -------------- | ----- |
| 1.     | Aberinkula     | 5:45  |
| 2.     | Metatron       | 8:12  |
| 3.     | Ilyena         | 5:36  |
| 4.     | Wax Simulacra  | 2:39  |
| 5.     | Goliath        | 7:15  |
| 6.     | Tourniquet Man | 2:38  |
| 7.     | Cavalettas     | 9:32  |
| 8.     | Agadez         | 6:44  |
| 9.     | Askepios       | 5:11  |
| 10.    | Ouroborous     | 6:36  |
| 11.    | Soothsayer     | 9:08  |
| 12.    | Conjugal Burns | 6:36  |

## Obsazení
Základní sestava
- Omar Rodríguez-López – kytara, syntezátory
- Cedric Bixler-Zavala – zpěv
- Isaiah Ikey Owens – klávesy
- Juan Alderete – baskytara
- Thomas Pridgen – bicí
- John Frusciante – kytara
- Marcel Rodriguez-Lopez – perkuse, klávesy
- Adrián Terrazas-González – flétna, tenorsaxofon, sopránsaxofon, basklarinet, perkuse
- Paul Hinojos – zvukové manipulace

Ostatní hudebníci
- Henry Trejo v „Because“ a „Agadez“
- Nathaniel Tookey – aranžmá smyčců v „Soothsayer“
- Sam Bass – violoncello v „Soothsayer“
- Edwin Huizinga – housle v „Soothsayer“
- Charith Premawardhana – viola v „Soothsayer“
- Anthony Blea – housle v „Soothsayer“
- Owen Levine – kontrabas v „Soothsayer“